# Більський дендропарк
Бі́льський дендропа́рк — комплексна пам'ятка природи місцевого значення в Україні. Розташована в межах Сарненського району Рівненської області, в селі Біле, на території садиби Більського лісництва.
Площа 1 га. Створений рішенням Рівненського облвиконкому № 343 від 22.11.1983 року. Перебуває у віданні ДП «Висоцький лісгосп» (Більське л-во, кв. 8, вид. 3).
Статус надано з метою збереження парку, де зростають 121 вид дерев і чагарників, більшість яких екзоти.